# Selección femenina de rugby de Bélgica
La selección femenina de rugby de Bélgica es el equipo nacional que representa a la Federación Belga de Rugby en competencias internacionales.

## Historia
Bélgica jugó su primer partido internacional contra Suecia el 29 de octubre de 1986 y cayó derrotada por 32-0 en Bruselas. Su mayor goleada, 73-0, fue en 2007, cuando goleó a Luxemburgo.

## Palmarés
- Rugby Europe Women's Championship (1): 2015
- Rugby Europe Women's Trophy (1): 2024-25

## Participación en copas
| - No ha clasificado - Italia 2002: 4° puesto - Italia 2006: 6° puesto - Suecia 2009: 4° puesto en su grupo - Francia 2010: 8° puesto - Bélgica 2014: 2° puesto - Suiza 2015: Campeón - España 2016: 4° puesto - Bélgica 2018: 4° puesto | - Francia 2001: 4° puesto - Bélgica 2007: 2° puesto - Países Bajos 2008: 4° puesto - Suecia 2012: 2° puesto - Europa 2021-22: 2° puesto Grupo B - Europa 2022-23: 5° puesto - Europa 2024-25: Campeón |